# Elena Casagrande
Elena Casagrande (1983) è una fumettista italiana. Con la sceneggiatrice Kelly Thompson, ha vinto nel 2021 l'Eisner Award per la miglior nuova serie.

## Biografia
Si è formata presso la Scuola Internazionale di Comics di Roma e successivamente come assistente di David Messina.
Ha pubblicato con varie case editrici, debuttando nel 2006 con IDW Publishing, per la quale ha lavorato su serie tratte da fiction televisive, come Star Trek, X-Files e True Blood, Angel e Doctor Who,
Per Marvel Comics ha disegnato Hulk Rosso tra il 2011 e il 2012.
Per DC Comics ha lavorato su Batgirl, Catwoman e al rilancio nel 2016 del personaggio Vigilante con la miniserie Vigilante: Southland.
Per Boom!Studios, dal 2013 al 2015 si è occupata della caratterizzazione dei personaggi e dei disegni della serie Suicide Risk, su testi di Mike Carey. La serie è stata tradotta in italiano e pubblicata in volumi da BAO Publishing.
Dal 2020 è la disegnatrice della nuova serie Marvel con protagonista Vedova Nera, su testi di Kelly Thompson. La serie ha vinto gli Eisner Award 2021 nella categoria Best New Series.
Insegna alla Scuola romana dei fumetti di Roma.

## Pubblicazioni

### Boom!Studios
- (EN)  Mike Carey (testi), Elena Casagrande (disegni); Suicide Risk nn. 1-25, Boom!Studios, traduzione in italiano edita da Bao Publishing.

### DC Comics
- (EN)  Gary Phillips (testi), Elena Casagrande (disegni); Vigilante: Southland nn. 1-3, DC Comics, 2016.

### IDW Publishing
- (EN)  Scott Tipton (testi), Elena Casagrande (disegni); Angel: A Hole in the World nn. 1-5, IDW Publishing.
- (EN)  Bill Willingham; Bill Williams; Mariah Huehner (testi), David Messina; Elena Casagrande (disegni); Angel nn. 33-44, IDW Publishing.
- (EN)  Scott Tipton; Mariah Huehner (testi), Elena Casagrande (disegni); Angel: Illyria - Haunted nn. 1-4, IDW Publishing.

### Image comics
- (EN)  Tim Seeley (testi), Elena Casagrande (disegni); Hack/Slash nn. 20-25, Image comics.

### Marvel Comics
- (EN)  Jeff Parker (testi), Elena Casagrande (disegni); Hulk nn. 37-38, 47-49, Marvel Comics.
- (EN)  Kelly Thompson (testi), Elena Casagrande (disegni); Black Widow nn. 1-12, Marvel Comics.

### Titan Books
- (EN)  Nick Abadzis (testi), Elena Casagrande (disegni); Doctor Who: The Tenth Doctor nn. 1-5,11-13,15, Titan Books, 2015.

## Premi
- 2021: Eisner Award nella categoria Best New Series per Black Widow, con Kelly Thompson.[1][2]